# Hexatoma (Eriocera) issikii
Hexatoma (Eriocera) issikii is een tweevleugelige uit de familie steltmuggen (Limoniidae). De soort komt voor in het Palearctisch gebied.